# سفينة آي آر آي إس خرج
آي آر آي إس خرج (بالإنجليزية: IRIS Kharg)‏ (بالفارسية: خارگ) كانت سفينة إيرانية من النوع (Ol-class) تابعة للبحرية الإيرانية، سميت على اسم جزيرة خرج. جرى بناؤها بواسطة شركة (Swan Hunter) في المملكة المتحدة وبدأ العمل فيها في عام 1977، وتسلمتها إيران في عام 1984. في 2 يونيو 2021، اشتعلت النيران في السفينة خرج وغرقت بالقرب من مدينة جاسك الإيرانية ومضيق هرمز في خليج عُمان. كانت خرج أكبر سفينة بحرية إيرانية من حيث حمولتها.

## تصميمها
وفقًا لـ (Combat Fleets of the World)، فقد جرى «تعديلها بشكل كبير» مقارنة بسفن شقيقتها من الدرجة الأولى في خدمة الأسطول الملكي البريطاني المساعد. وصفت (Jane's Fighting Ships) تصميمها بأنه «يتضمن بعض ميزات» هذا النوع، ومجهزة لحمل المخازن الجافة والذخيرة بالإضافة إلى الوقود.

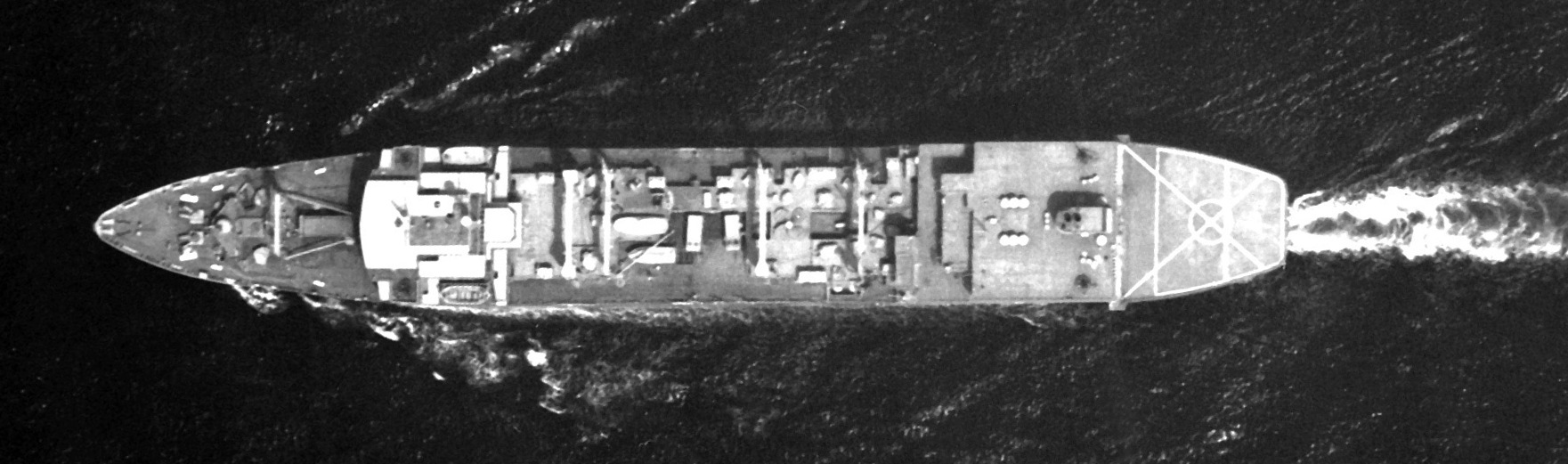
منظر عمودي للسفينة خرج

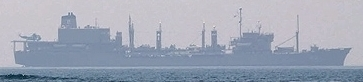
صورة ظلية للسفينة خرج وهناك مروحية على سطحها

لوصف حجمها يكفي أن نعلم أنها تزيح ما مقداره 11,242 طن متري (11,064 طن كبير) في حالة الحمولة القياسية وما يصل إلى 33,544 طن متري (33,014 طن كبير) عند التحميل الكامل. كانت حمولتها الإجمالية 18,880 طناً وحمولتها الساكنة 9,517 طن متري (9,367 طن كبير). ووفقا لـ (Jane's) فإن أبعاد السفينة كانت 207.2 متر (679 قدم 9 بوصة) طولًا، وكان شعاعها 26.5 متر (86 قدم 11 بوصة) والغاطس 9.2 متر (30 قدم 2 بوصة). في حين تذكر «أساطيل القتال في العالم» (The Combat Fleets of the World) الأبعاد بشكل مختلف قليلاً، حيث تذكر أنها 207.15 متر (679 قدم 8 بوصة)، 25.50 متر (83 قدم 8 بوصة) و9.14 متر (30 قدم 0 بوصة) للطول والشعاع والغاطس على التوالي.
تضمنت أجهزتها الأصلية المثبتة زوجًا من الغلايات ذات الطبقتين التي بنتها شركة بابكوك وويلكوكس، والتي قامت بتدوير مجموعتين من التوربينات الموجهة من ويستنجهاوس. جرى تصميم النظام لتوليد 7000 كيلوواط من الكهرباء، ولتوفير 26,870 حصان (20.04 مجو) لعمودها المفرد إلى جانب المروحة. كانت السفينة قادرة على الوصول إلى سرعة قصوى تبلغ 21.5 عقدة (39.8 كم/س؛ 24.7 ميل/س).
جرى تصنيع رادار الملاحة الأصلي الخاص بها بواسطة (Decca Radar)، وهو طراز (Decca 1229) يعمل على (I-band)، بينما كان نظام الملاحة الجوية التكتيكي المثبت من صُنع الولايات المتحدة من طراز (URN 20). جرى تزويدها أيضًا بـ (Inmarsat).
كانت السفينة مسلحة بمدفع مدمج أوتو ميلارا 76 مليمتر (3.0 بوصة) / 62 في مُقدمتها. تضمن التسليح المخطط له مدفعين 40 مـم (1.6 بوصة) طراز AA، أحدهما على سطح الحلزون والآخر على قاعدة المنصة. كانت السفينة مجهزة بأربعة مدافع روسية مُضادة للطائرات مرتبة في اثنين من المدافع المزدوجة، بالإضافة إلى اثنين من المدافع الرشاشة الثقيلة.
يتكون طاقمها من 248 من الضباط والجنود. كان لدى سفينة خرج مهبط للطائرات المروحية به حظيرة مزدوجة، مما يمنحها القدرة الكافية على وجود ثلاث طائرات هليكوبتر.

## القدرات التشغيلية
قام المعهد الدولي للدراسات الإستراتيجية (IISS) بتصنيف سفينة خرج على أنها AORH، أي آلة لتزويد الأسطول بالنفط مع إمكانية التجديد في البحر (RAS) وبها حظيرة للطائرات. هناك سفينتان إيرانيتان أخرتان فقط قادرتان على إجراء عمليات RAS، هما سفينة بوشهر وسفينة مكران البالغ طولها 755 قدم (230 م)، والتي جرى تشغيلها عام 2021
يشير تقييم نشرته ستراتفور في عام 2014 إلى أن السفينة خرج كانت إحدى الأصول الأساسية للمياه الزرقاء لمسافات طويلة لإيران، نظرًا لقدرتها على توسيع نطاق السفن الحربية الإيرانية، مضيفة أنه «بدون هذه السفينة، لن تتمكن الفرقاطات الإيرانية من الشروع في عمليات نشر موسعة التردد على الموانئ على طول الطريق.»
علق إريك إتش آرنيت، قائد مشروع في معهد ستوكهولم الدولي لأبحاث السلام (SIPRI)، على أن سفينة خرج يمكن أن توفر مرونة تشغيلية إضافية للأسطول الإيراني وقدرتها على حمل طائرات هليكوبتر كبيرة وثقيلة مثل سيكورسكي SH-3 سي كينغ يمكن أن تُحسن - قدرات حرب الغواصات للمجموعة البحرية التي تنتمي إليها.
ذكر كريستوفر هارمر من معهد دراسة الحرب (ISW) قدرتها على رفع البضائع الثقيلة ذات الأهمية الخاصة. وقال إنه في ضوء العقوبات المفروضة على إيران، من المحتمل أن تكون سفينة خرج مثالية للنقل الآمن للأصول القيِّمة أو الحساسة سياسياً، مثل المعدات العسكرية المستوردة أو الذهب أو العملات. في مثل هذا السيناريو، ستكون سفينة خرج هي السفينة المدعومة بالسفينة الحربية التي رافقتها (مرافقة)، وليس العكس. وبحسب هارمر، فإن كونها سفينة بحرية من شأنه أن يردع القوات البحرية الأجنبية عن محاولة منع عملياتها. بعد زيارة السفينة خرج إلى سوريا عبر قناة السويس عام 2011، قال ضابط البحرية الأمريكية جوشوا سي هيمس أن «خرج سوف تثير الشكوك ببساطة بسبب قدرتها اللوجستية والقدرة على نقل الأسلحة لعملاء الإيرانية في المنطقة».

## البناء والعمل
طلبت إيران السفينة من حوض بناء السفن الإنجليزي سوان هنتر في أكتوبر 1974 وكانت قيمة العقد £40 مليون جنيه إسترليني (أي ما يعادل $54 مليون دولار). وأُطلقت في 3 فبراير 1977 بواسطة غلام رضا بهلوي وأُطلق عليها اسم «مانيجه بهلوي»، وهو عضو في العائلة المالكة. كتب الضابط R. J. Daniel, a من الفيلق الملكي للبنائين البحرية في مذكراته أن احتفالية إطلاق السفينة حضرته زوجة شقيق الشاه ورجل دين يرتدي عمامة سوداء ليبارك السفينة ولكنه أخطأ في ذِكر اسم السفينة في المرة الأولى. أجرت السفينة بعض التجارب البحرية في نوفمبر 1978، ولكن تأجل عملها في البحرية الإمبراطورية الإيرانية وبعد عملها بوقت قصير حدثت الثورة الإيرانية. في أغسطس 1979 أُعلن أن الحكومة المؤقتة لإيران تهدف إلى إلغاء العقد، ونتيجة لذلك كانت سوان هنتر تبحث عن مشتر جديد.

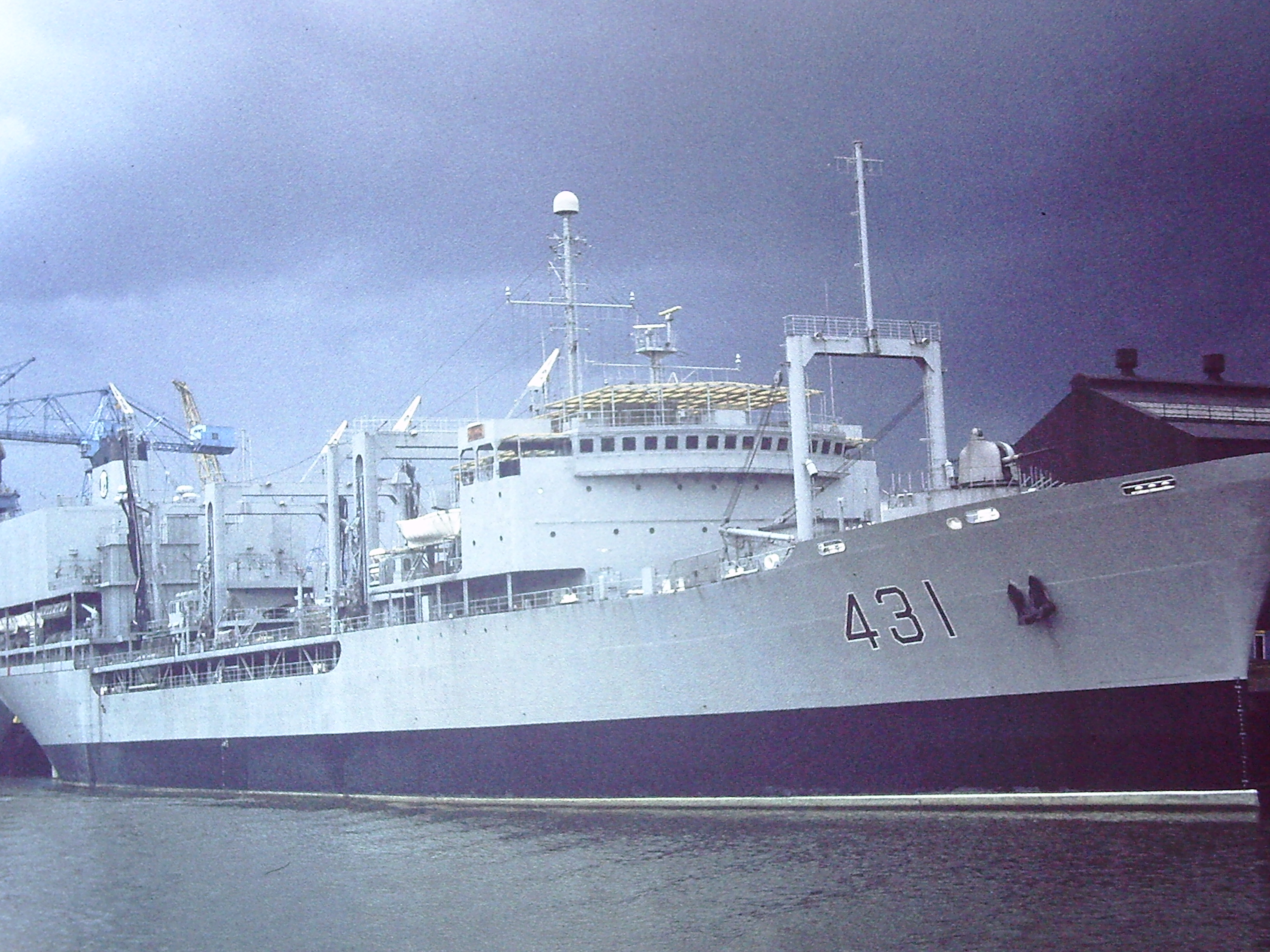
رست خرج في ساحة ووكر البحرية عام 1982

وفي الفترة بين سبتمبر 1979 وفبراير 1980، أجرت تجارب بحرية في سرية. على الرغم من تسليمها للحكومة الإيرانية في 25 أبريل 1980، رفضت حكومة المملكة المتحدة إصدار رخصة تصدير للسفينة التي دفعت إيران ثمنها بالكامل. أدى ذلك إلى بقاء نحو 200 من أفراد الطاقم محاصرين في المملكة المتحدة. أعلنت شركة Swan Hunter أنها لا علاقة لها بأي آثار سياسية واعتبرت بناء السفينة خرج «عقدًا تجاريًا مباشرًا». حذرت صحيفة الجارديان الإيرانيين من أن خرج قد تتعرض لـ «سرقة» على غرار البارجة رشاد الخامس، وهي البارجة التي طلبتها البحرية العثمانية من شركة فيكرز واستولى عليها البريطانيون في عام 1914 وقاموا بضمها إلى أسطول البحرية الملكية.
وبعد العديد من المفاوضات للإفراج عن السفينة، أخبر البريطانيون الإيرانيين أنه طالما لم يجري الإفراج عن الرهائن الأمريكيين ، فستبقى السفينة خرج في المملكة المتحدة. ومع ذلك، وبعد عودة الرهائن إلى الولايات المتحدة، لم يجري إصدار رخصة التصدير، وفي أغسطس 1981 أعلنت وزارة الخارجية أن السفينة لن يجري تسليمها إلى إيران في المستقبل المنظور، وعتربت احتجاز مواطن بريطاني في إيران، هو أندرو بايك، سببًا لذلك. أُطلق سراح بايك في فبراير 1982 وفي يوليو أرسلت إيران ثلاثة ضباط رفيعي المستوى لتفحص خرج. في 10 يوليو 1984، وصلت خرج إلى شركة تاين للإصلاح وبدأت التجارب البحرية في 4 سبتمبر. غادرت خرج إلى إيران في 5 أكتوبر 1984، بعد أن وافقت حكومة المملكة المتحدة على تصديرها بدون أي أسلحة على أساس أنها «غير مناسبة للاستخدام في الحرب ضد العراق».

## سجل الخدمة

### عقد 1980 وعقد 1990
على الرغم من اكتمالها في عام 1980، لم تكن خرج موجودة لأكثر من نصف الحرب الإيرانية العراقية. جرى إضافتها إلى تشكيل المعركة عام 1984 وخدمت ما يقرب من ثلاث سنوات في الحرب، حيث كانت تدعم السفن الحربية الإيرانية من خلال تقديم خدمات التزود بالوقود وحمل الذخيرة والمخازن في أغسطس 1987، قادت خرج أسطولًا من ست سفن، بما في ذلك IRIS Riazi وبمساعدة طائرتي هليكوبتر سيكورسكي CH-53 سي ستاليون، لإجراء عملية كسح ألغام في بحر عُمان. امتدت منطقة العمليات 10 ميل بحري (19 كـم؛ 12 ميل) من شرق الفجيرة إلى خورفكان. وأشارت التقارير إلى أنه خلال العملية، كانت السفن الحربية الأمريكية والفرنسية قريبة وتبادلا الاتصالات اللاسلكية مع الإيرانيين لتحديد هويتهم دون أي اتصال آخر. عندما تمت عملية فرس النبي في أبريل 1988، كانت خرج تتمركز في مينائها بقاعدة بندر عباس البحرية.
أُعيد تجهيز خرج في عام 1994.
زارت السفينة جدة في 7 مارس 1998، مسجلة أول نداء لسفينة بحرية إيرانية إلى المملكة العربية السعودية منذ عام 1979.

### عقد 2000 وعقد 2010

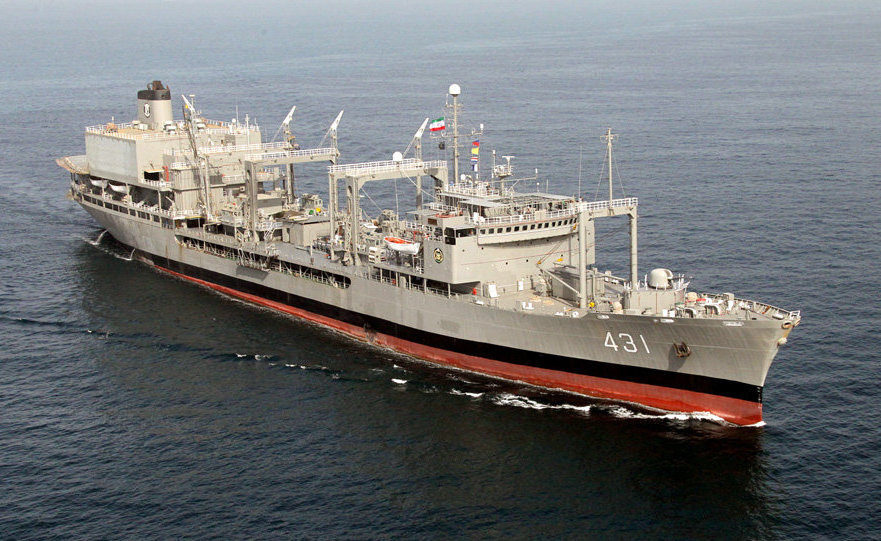
خرج في عام 2019

في 31 أغسطس 2009، شكَّلت السفينة خرج مع الفرقاطة IRIS Sabalan المجموعة البحرية الثالثة وغادرت في مهمة لمكافحة القرصنة في بحر العرب وخليج عدن استمرت 73 يومًا حتى 17 نوفمبر 2009. خلال مهمتها التالية المشابهة، أبحرت حوالي 1,900 ميل بحري (3,500 كـم؛ 2,200 ميل) لدعم نفس السفينة الحربية كجزء من المجموعة البحرية السابعة. استغرقت المهمة 92 يومًا بين 17 مارس و17 يونيو 2010. في وقت لاحق من ذلك العام، دعمت خرج IRIS Alvand في مهمة أخرى لمكافحة القرصنة في عدن من 28 أغسطس إلى 15 نوفمبر 2010.
دخلت خرج قناة السويس في 22 فبراير 2011، مع الفرقاطة ألفاند، في انتشار ورد أنه بعثة تدريبية إلى اللاذقية، سوريا. أثناء رسو السفينة في اللاذقية، جرى توقيع اتفاقية تعاون جديدة بين إيران وسوريا على متن السفينة خرج. كانت السفينتان تُشكلان المجموعة البحرية الثانية عشرة، وكانتا في مهمة من 27 يناير حتى عودتهم إلى الوطن في 21 مارس 2011، وفي البحر الأحمر حيث أنقذا سفينة تجارية من هونغ كونغ من القراصنة.
دخلت قناة السويس مرة أخرى في 18 فبراير 2012، بعد أن رست لفترة وجيزة في جدة بالمملكة العربية السعودية. حيث جرى إرسالها مع كورفيت IRIS Naghdi من المجموعة البحرية الثامنة عشرة في مهمة مشتركة تشمل أنشطة مكافحة القرصنة والتدريب وجمع المعلومات الاستخبارية، واستمرت لمدة 64 يومًا من 22 يناير إلى 26 مارس 2012. خلال هذه المهمة، أبحرت حوالي 12,000 ميل بحري (22,000 كـم؛ 14,000 ميل) حتى البحر الأبيض المتوسط وأدى الأفراد فريضة الحج. كانت السفينتان معًا تُشكلان المجموعة البحرية الثانية والعشرين، التي جرى نشرها من أجل إجراءات مكافحة القرصنة في البحر الأحمر بين 1 سبتمبر و14 نوفمبر 2012. ورستا لفترة وجيزة في بورتسودان التي وصفت بأنها «زيارة غير مسبوقة». كما اشتبك الاثنان مع قراصنة خلال المهمة وأطلقا سراح سفينتين تجاريتين مخطوفتين في أبريل، بما في ذلك ناقلة البضائع السائبة التي ترفع العلم البوليفي إيجلانتين (التي جرى تطهير سطحها من قبل الكوماندوز)، وكذلك سفينة الشحن التي ترفع علم بنما  Xiang Hua Men. وبحسب ما ورد كانت البعثة «تُرَاقب عن كثب من قبل الجيش الإسرائيلي والجيوش الغربية».
كانت خرج أول سفن من (إيرين IRIN) تدخل المحيط الهادئ، حيث شكَّلت خرج والفرقاطة سابالان المجموعة البحرية الرابعة والعشرين وأبحرت 13,500 ميل بحري (25,000 كـم؛ 15,500 ميل) إلى جينجيانغ، الصين. بدأت الرحلة في 22 يناير، واستمرت 72 يومًا حتى 4 أبريل 2013. وقد وصفت المهمة بأنها «انتشار طويل المدى في تاريخ البحرية الإيرانية».
في 19 أغسطس 2013، شكلت السفينة مع سبالان المجموعة البحرية السابعة والعشرين وقامت بعملية أخرى لمكافحة القرصنة والاستخبارات بالقرب من باب المندب. ومع ذلك، جرى استبدالها بسفينة الإنزال IRIS Larak في منتصف تلك المهمة.
انضمت مرة أخرى إلى سبالان بصفتها المجموعة البحرية التاسعة والعشرون، حيث غادرت في رحلة بحرية مجدولة مدتها ثلاثة أشهر إلى المحيط الأطلسي، بدءًا من 21 يناير 2014. في منتصف أبريل، جرى إلغاء الخطة وأُمر الاثنان بالعودة.
ذكرت منظمة بيلنجكات أن صور الأقمار الصناعية أظهرت خرج يجري نقلها إلى الحوض الجاف في أغسطس 2015، بعد أن رست في ISOICO حوض بناء السفن، بستانو، منذ نوفمبر عام 2014. غادرت الحوض الجاف في يناير 2016. خلال فترة وجودها في الحوض الجاف، خضعت لعملية تجديد كبرى تضمنت إصلاح الغلاية الخاصة بها، واستبدال التوربينات البخارية واستبدال وتحديث أنظمة الملاحة الخاصة بها. وقال مسؤولون إيرانيون إن الأنظمة الجديدة مبنية محلياً.
وكان أول نشر ها بعد تجديدها هو مهمة إلى باب المندب في يونيو 2018، ودعم سبلان وNaghdi من المجموعات البحرية الـ 54 و55 على التوالي. عادت إلى الميناء في 21 أغسطس 2018.
في 8 ديسمبر 2018، تعاونت خرج مرة أخرى مع الفرقاطة ألفاند (باعتبارها المجموعة البحرية التاسعة والخمسون) وغادرت من أجل جمع المعلومات الاستخبارية وعملية المرافقة في خليج عدن. أبحر الاثنان 5,988 ميل بحري (11,090 كـم؛ 6,891 ميل) في المجموع، وفي 20 يناير 2019 انتهت مهمتهما.
تم تكليف خرج بدعم IRIS Sahand -التي دخلت الخدمة حديثًا- في مهمتها البحرية الأولى، بما في ذلك مرافقة ناقلة ودورية بحرية في خليج عدن والبحر الأحمر. استغرقت رحلة المجموعة البحرية الثالثة والستين 100 يوم من 26 أغسطس إلى 29 أكتوبر 2019.

### عقد 2020
غادرت الميناء في 30 يناير 2020، لدعم كورفيت IRIS Bayandor في رحلة لعبور مضيق ملقا. رست المجموعة البحرية رقم 66 في ميناء تانجونج بريوك بجاكرتا بين 25 و28 فبراير للاحتفال بالذكرى السبعين لتأسيس العلاقات بين إندونيسيا وإيران. كانت المهمة في جزء منها لأغراض التدريب وحملت السفينة خرج مئات من الطلاب العسكريين من الأكاديمية البحرية.

## الغرق
في 2 يونيو 2021، اشتعلت النيران في السفينة خرج في الساعة 2:25 صباحًا وغرقت بالقرب من جاسك في خليج عُمان في حوالي الساعة 8:30 صباحًا جرى إنقاذ جميع أفراد الطاقم البالغ عددهم 400، وأُصيب 33 آخرين. وبحسب ما ورد كانت السفينة قد استغرقت عدة أيام في مهمة تدريبية. غرقت السفينة في منطقة ممرات مائية حساسة حول مضيق هرمز يمر عبرها نحو 20٪ من تجارة النفط العالمية، وحيث كانت هناك اتهامات بشن هجمات على سفن أعداء إيران وإسرائيل، حيث هاجمت إسرائيل عشرات ناقلات النفط الإيرانية. متجهة إلى سوريا منذ أواخر عام 2019. لم تذكر إيران أي سبب في أعقاب الغرق مباشرة. ذُكر أن اندلاع الحريق كان في غرفة محركات السفينة في حوالي الساعة 11 صباحًا يوم 1 يونيو.